# Louie Austen

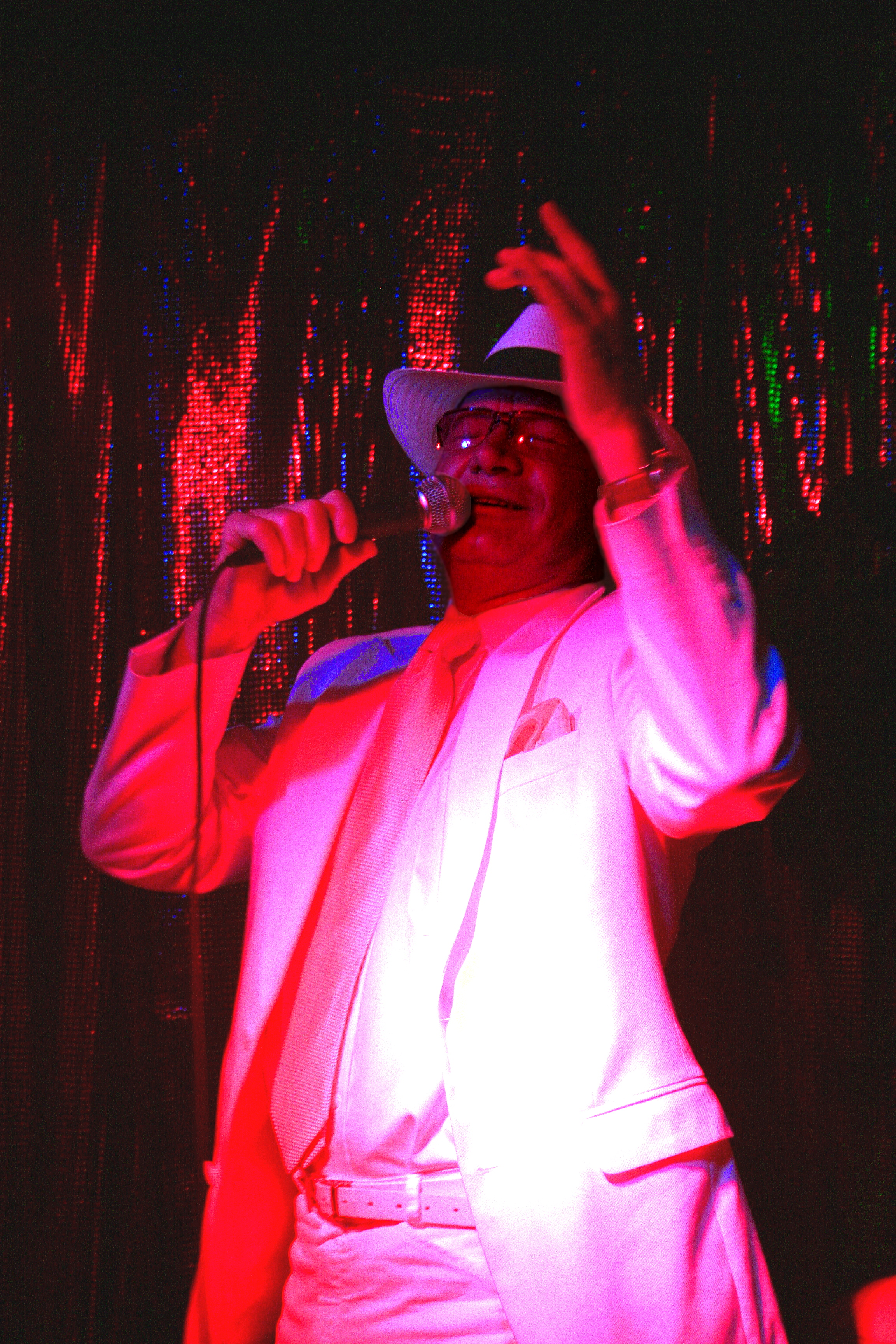
Louie Austen (2007)

Louie Austen (* 19. September 1946 in Wien als Alois Luef) ist ein österreichischer Pianist, Akkordeonspieler, Gitarrist, Bar- und Jazzsänger. Er ist seit einiger Zeit auch in der elektronischen Musikszene beheimatet.

## Leben und Wirken
Schon im Alter von acht Jahren wünschte sich Alois Luef ein Akkordeon. Obwohl er sich schon in jungen Jahren als Talent erwies, bestanden seine Eltern auf einer klassischen Ausbildung. Nach der Matura begann er ein Ingenieursstudium, das er jedoch bald abbrach. Er wechselte an das Konservatorium Wien, um dort dem Studium von Gesang und Schauspielerei nachzugehen, welches er 1974 mit der „Bühnenreifeprüfung“ abschloss. Nach Beendigung des Studiums wanderte Louie Austen, wie er sich später nannte, nach Südafrika aus. Dort hielt er sich aber nicht lange auf, da er die Apartheidpolitik ablehnte, und übersiedelte nach Australien. In weiterer Folge landete er in New York, bis er sich schließlich in Las Vegas niederließ. Dort begab er sich auf die Spuren großer Entertainer wie Frank Sinatra, Dean Martin oder Sammy Davis, Jr. und trat unter anderem mit der Combo The Harlem Blues & Jazz Band auf.
Nach sechs Jahren im Ausland kam Louie Austen 1980 zurück nach Österreich und begann im Hilton-Hotel als Barsänger, wurde aber kurz darauf vom Marriott Hotel abgeworben.
1999 kam es zu einem neuen Projekt – der Verbindung von Club-Sounds von Mario Neugebauer und Austens Croonerstimme. In diesem Zusammenhang entstand das Debütalbum Consequences auf Cheap Records. Aufgrund des Erfolges gab er seinen Job als Barsänger auf und konzentrierte sich ganz auf seine Alben und Auftritte. Mario Neugebauer und Patrick Pulsinger produzierten danach zwei weitere Alben für Louie Austen in Kooperation von Cheap records mit Kitty-Yo, und 2006 erschien ein Best Of-Album dieser Zusammenarbeit in England bei Tirk Records, denn seit 2004 gehen Austen, Pulsinger und Neugebauer getrennte Wege.
Für das Album Iguana (erschienen 2006 bei Klein Records) versammelte Louie Austen diverse Produzenten, u. a. Jeff Melnyk, Friction, Phonique und den Wiener Stefan Jungmair.
2007 begründete Louie Austen sein eigenes Label LA MUSIC (Louie Austen Music), auf welchem bis jetzt drei EPs erschienen sind: Die Summer Love EP, die in Zusammenarbeit mit Señor Coconut entstandene Reality EP (Richard Sanderson Coverversion) sowie 2008 die mit Ex-Blumfeld-Keyboarder Vredeber Albrecht aufgenommene Too Good To Last EP. Mit Señor Coconut war Louie 2008 auf der Tour „Around The World“ quer durch Europa und wirkte auf dem gleichnamigen Album mit.
In dem Film Die Fälscher von Stefan Ruzowitzky ist Louie Austen in einer Nebenrolle als Casino-Zocker zu sehen. Außerdem trat er am Wiener Burgtheater in einer Inszenierung von Nestroys Stück Höllenangst auf.
2009 veröffentlichte Louie Austen eine Liebeserklärung an Amy Winehouse, die von Parov Stelar produzierte MyAmy/Flying Away EP.
2010 erschienen auf Austens Eigenlabel LA Music die Paris/Make Your Move Remixes sowie ein neues Doppelalbum, bestehend aus Album und Remixalbum mit dem Titel Last Man Crooning/Electrotaining You! und eine weitere Single, die I Wander/Now Or Never Remixes.
Louie Austen tritt nach wie vor sowohl national als auch international auf. 2024 feiert er sein 50-jähriges Bühnenjubiläum.

## Diskographie
- 1999: Consequences (Album)
- 2001: Only Tonight (Album)
- 2001: Amore (Single)

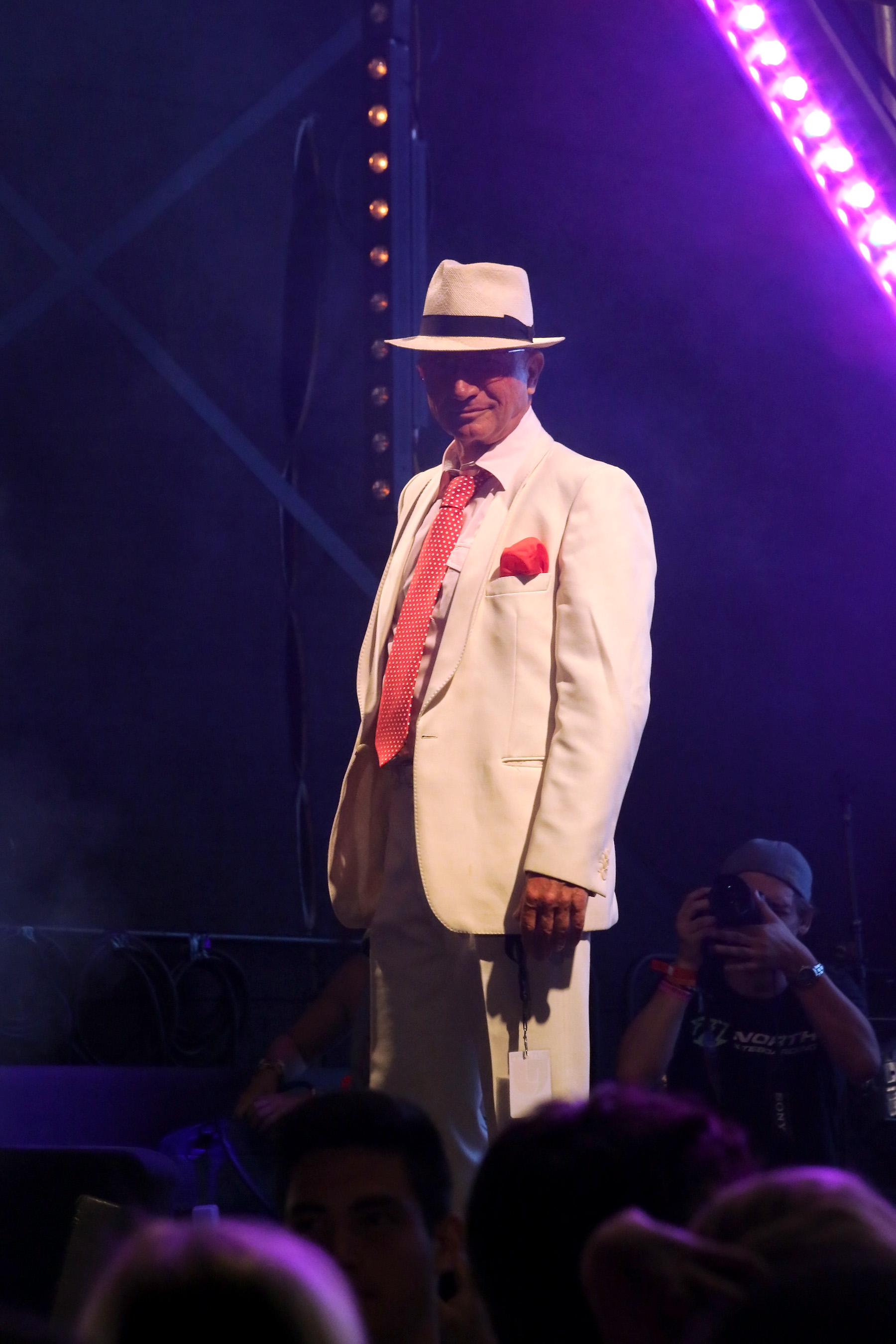
Louie Austen (Donauinselfest 2013)

- 2001: Hoping (Single) [Radio Edit / Extended Version b/w Hear My Song!]
- 2003: Easy Love (Album)
- 2003: Easy Love (Single) [Single & Demo Version b/w Feel Me]
- 2005: Open Up Your Heart (Single mit Korsakow)
- 2005: More (Single)
- 2005: Heaven’s Floor (EP)
- 2006: Hear My Song: The Best Of Louie Austen (Album)
- 2006: Disco Dancer (Single)
- 2006: Iguana (Album)
- 2007: Summer Love EP (CD)
- 2007: Dreams Are My Reality EP (CD)
- 2008: Too Good To Last EP (CD)
- 2009: MyAmy / FlyingAway EP (Download)
- 2009: Coconut Girl Remixes (Download)
- 2010: Make Your Move Ruede Hagelstein Rmx (Vinyl)
- 2010: Paris / Make Your Move Remixes (Download-Single)
- 2010: Last Man Crooning / Electrotaining You! (Doppel-Album, 2CD)
- 2010: I Wander / Now Or Never Remixes (Download-Single)
- 2011: Der Kreislauf – with Remute (Download-Single)
- 2012: Never & Ever EP
- 2012: What A Comeback! (Album, CD)
- 2014: Sing That Swing